# Đông Hồ, Nam Xương

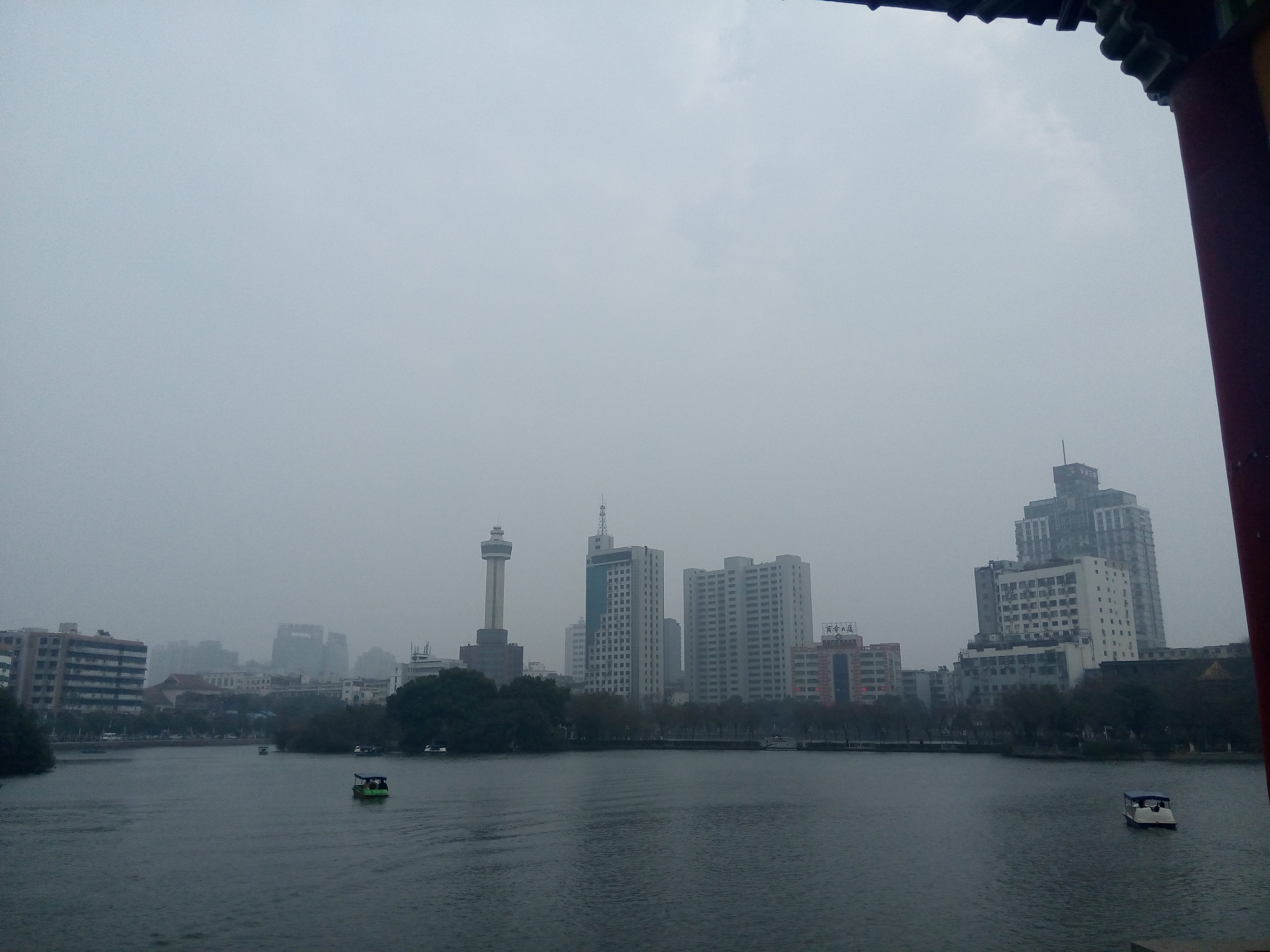
Đông Hồ nhìn từ bờ sông Trường Giang

Đông Hồ (tiếng Trung:东湖区, Hán Việt: Đông Hồ khu) là một quận của địa cấp thị Nam Xương (南昌市), tỉnh Giang Tây, Cộng hòa Nhân dân Trung Hoa. Quận này có diện tích 22,3 km2, dân số năm 2003 là 444.000 người. 

## Hành chính
Đông Hồ được chia ra làm 10 đơn vị hành chính cấp hương, gồm 9 nhai đạo và 1 trấn. 
- Nhai đạo: Công Viên (公园街道), Đằng Vương Các (滕王阁街道), Bát Nhất Kiều (八一桥街道), Bách Hoa Châu (百花洲街道), Đôn Tử Đường (墩子塘街道), Đại Viện (大院街道), Dự Chương (豫章街道), Đổng Gia Diêu (董家窑街道), Bành Gia Kiều (彭家桥街道)
- Trấn: Dương Tử Châu (扬子洲镇)